# Gladstone (Dakota del Nord)
Gladstone és una població dels Estats Units a l'estat de Dakota del Nord. Segons el cens del 2000 tenia 248 habitants.

## Demografia
Segons el cens del 2000, Gladstone tenia 248 habitants, 95 habitatges, i 64 famílies. La densitat de població era de 266 hab./km².
Dels 95 habitatges en un 34,7% hi vivien nens de menys de 18 anys, en un 55,8% hi vivien parelles casades, en un 7,4% dones solteres, i en un 32,6% no eren unitats familiars. En el 25,3% dels habitatges hi vivien persones soles el 9,5% de les quals corresponia a persones de 65 anys o més que vivien soles. El nombre mitjà de persones vivint en cada habitatge era de 2,61 i el nombre mitjà de persones que vivien en cada família era de 3,14.
Per edats la població es repartia de la següent manera: un 27,4% tenia menys de 18 anys, un 10,1% entre 18 i 24, un 29,8% entre 25 i 44, un 21% de 45 a 60 i un 11,7% 65 anys o més.
L'edat mediana era de 33 anys. Per cada 100 dones de 18 o més anys hi havia 122,2 homes.
La renda mediana per habitatge era de 26.563 $ i la renda mediana per família de 29.688 $. Els homes tenien una renda mediana de 22.083 $ mentre que les dones 18.750 $. La renda per capita de la població era de 12.447 $. Entorn del 12,7% de les famílies i el 20,8% de la població estaven per davall del llindar de pobresa.

## Poblacions més properes
El següent diagrama mostra les poblacions més properes.